# Натюрморт з лимонами, апельсинами і трояндою
«Натюрморт з лимонами, апельсинами і трояндою» (ісп. Naturaleza muerta con limones, naranjas y taza; англ. Still Life with Lemons, Oranges and a Rose — картина, написана в 1633 році іспанським художником Франсіско де Сурбараном (1598—1664). Зберігається в Музеї Нортона Саймона в Пасадіні (Каліфорнія, США). Розмір картини — 62,2 × 109,5 см . Також існує назва «Натюрморт з апельсинами та лимонами».
Попри усталену назву картини, в лівій частині картини зображені не лимони, а цитрони, які відрізняються від лимонів товстішою і горбистій шкіркою .

## Опис
Три групи предметів — жовті цитрони на тарілці, помаранчеві апельсини в кошику, а також чашка на срібній тарілці з трояндою, що лежить, — яскраво виділяються на темно-брунатній поверхні столу й чорному тлі позаду нього. Вважають, що зображені предмети є релігійною алегорією Трійці. Крім цього, апельсини з квітками та чашка з водою асоціюються з чистотою Діви Марії, а троянда без шипів — з непорочним зачаттям.
Рентгенограма картини показала, що спочатку Франсіско де Сурбаран зобразив ще одну срібну тарілку, що стоїть між тарілкою з цитронами і кошиком з апельсинами, на якій лежали карамелізовані шматочки батату (солодкої картоплі) — популярної на той час в Іспанії.

## Історія
Картина була написана 1633 року. Вона вважається єдиним натюрмортом Франсіско де Сурбарана, який був підписаний і датований самим художником .
З 1930-х років картина входить до колекції італійського колекціонера Алессандро Контіні-Бонакоссі з Флоренції . Як і всі інші картини з колекції, передбачалося, що вона перейде з власність держави, але в результаті складних переговорів спадкоємцям Контіні Бонакоссі вдалося зберегти у себе частину картин, включаючи цей натюрморт .
У 1972 році картина була придбана Нортоном Саймоном , який заплатив за неї 2 725 000 доларів — на той момент, це була третя за величиною ціна, виплачена за картину «старих майстрів» .

## Інші картини
Приблизно в 1630 році Сурбаран написав невелику (21,2 × 30,1 см) картину, на якій зобразив чашку зі срібною тарілкою та трояндою, приблизно в тому самому ракурсі, як на цьому натюрморті. Ця картина, «Чашка з водою і троянда», наразі зберігається в Лондонській Національній галереї .
Відома ще одна картина Сурбарана зі схожим розташуванням предметів — «Натюрморт з горщиками» (46 × 84 см), що зберігається в музеї Прадо в Мадриді .
|  |  |